# 黑鳃舌鳎
黑鳃舌鳎（学名：Cynoglossus roulei）为輻鰭魚綱鰈形目鰨亞目舌鳎科舌鳎属的鱼类，俗名细鳞龙利、龙舌、罗氏三线舌鳎，是中国的特有物种。分布于两广到舟山群岛以南等近海等，體長可達42.6公分，棲息在底層水域，生活習性不明。该物种的模式产地在广东。